# (34655) 2000 WS151
2000 WS151 (asteroide 34655) é um asteroide da cintura principal. Possui uma excentricidade de 0.07858000 e uma inclinação de 20.55878º.
Este asteroide foi descoberto no dia 29 de novembro de 2000 por NEAT em Haleakala.